# (262) Valda
(262) Valda es un asteroide perteneciente al cinturón de asteroides descubierto el 3 de noviembre de 1886 por Johann Palisa desde el observatorio de Viena, Austria.
Se desconoce la razón del nombre.